# Don Richard Eckelberry
Donald „Don“ Richard Eckelberry (* 6. Juli 1921 in Sebring, Ohio; † 14. Januar 2001 in Bay Shore, New York) war ein US-amerikanischer Vogelzeichner und Naturschützer.

## Leben
Eckelberrys Gehvermögen wurde durch eine Verletzung während der Geburt schmerzhaft beeinträchtigt. Erst nach einer Reihe von Operationen, war er im Alter von fünf Jahren in der Lage, ohne Hilfe zu laufen. Im Alter von 13 Jahren, nachdem er von seinem Onkel, dem Industriedesigner Viktor Schreckengost, ein Fernglas geschenkt bekommen hatte, begann er sich ernsthaft der Vogelbeobachtung und dem Zeichnen von Vögeln zu widmen. Mit 15 Jahren gründete er einen Vogelclub, schrieb Naturkolumnen für zwei Zeitungen, besuchte Sommerlehrgänge in Kunst und veranstaltete eine Einzelausstellung seiner Bilder in Cleveland. Nach der High School hatte Eckelberry, dank der großzügigen finanziellen Unterstützung seines Onkels Viktor und seiner Tante Nadine, die Möglichkeit am Cleveland Institute of Art zu studieren. Hier lernte er auch seine zukünftige Frau Virginia Nepodal (1914–2009) kennen, die mit 21 Jahren eine Designerklasse für Anfänger unterrichtete. Um seinen Lebensunterhalt zu verdienen, ging Eckelberry nach Kalifornien, wo er als Vorarbeiter in einer Optikfabrik in Hollywood arbeitete. Nachdem er John H. Baker, den damaligen Direktor der National Audubon Society (NAS), auf einer Wüstentour an den Saltonsee begleitet hatte, erhielt er das Angebot, Mitarbeiter bei der NAS zu werden, wo er anfänglich als Jagdaufseher im Rainey Wildlife Sanctuary in Louisiana arbeitete. Ferner war er als Zeichner und Layouter für das Audubon Magazine tätig.
Im April 1944 besuchte Eckelberry den nördlichen Singer Tract in Louisiana, wo er das letzte in Nordamerika bestätigte Weibchen eines Elfenbeinspechts (Campephilus principalis) skizzieren konnte und somit eine der letzten Personen war, die diese wahrscheinlich ausgestorbene Vogelart lebend zu Gesicht bekommen hatten. Darüber schrieb er das Kapitel Search for the Rare Ivorybill im Buch Discovery: Great Moments in the Lives of Outstanding Naturalists, das 1961 von John K. Terres veröffentlicht wurde. 1944 heiratete er Virginia Nepodal im Haus seinen Freundes Richard H. Pough, dem Eckelberry auch seinen ersten professionellen Künstlerauftrag zu verdanken hat. Er illustrierte mehrere Vogelführer von Pough, darunter Audobon Bird Guide: Eastern Land Birds im Jahr 1946, Audubon Bird Guide: Small Land Birds of Eastern & Central North America from Southern Texas to Central Greenland im Jahr 1949, Audubon Water Bird Guide: Water, Game And Large Land Birds Eastern and Central North America from Southern Texas to Central Greenland im Jahr 1951 und Audubon Western Bird Guide: Land Water and Game Birds of Western North America from Mexico to the Arctic Ocean im Jahr 1957. Da Eckelberry diese Arbeit nicht in seiner Freizeit verrichten konnte, verließ er die NAS und wurde freiberuflicher Künstler. Für die Bücher von Poughs Audubon-Bird-Guide-Reihe stellte er etwa 1250 Vögel Nordamerikas und Mexikos einzeln und in Farbe dar. 
Eckelberry illustrierte über 20 Bücher über Vögel und Naturgeschichte, darunter Eagles, Hawks and Falcons of the World (1968) von Leslie H. Brown und Dean Amadon, Life Histories of Central American Birds (1954, 1960, 1969) von Alexander Frank Skutch, Birds of the West Indies (1961) von James Bond sowie A Guide to the Birds of Trinidad and Tobago (1973) von Richard Ffrench. Er malte auch Hunderte von Naturschutzbriefmarken, darunter eine Reihe von Wildblumen für die jährliche Ausgabe von Naturbriefmarken der National Wildlife Federation. 
1967 veranstalteten Don Eckelberry, Guy Coheleach und Ray Harm eine Spendensammlung, um die Spring Hill Plantation und zusätzliches Land am Corkscrew Swamp zu kaufen, ein tausend Acre großes Anwesen in Trinidad, das international wegen seiner nistenden Fettschwalme und einer Vielzahl anderer tropischer Arten bekannt wurde. Bei dieser Aktion kamen über 250.000 US-Dollar zusammen. Sie benannten es in Asa Wright Nature Centre um, nach seiner früheren Eigentümerin Asa Wright, und es wird heute als gemeinnütziges Zentrum für Ökotourismus und Forschung genutzt.
1970 entstand im Auftrag der Frame House Gallery in Louisville der 54-minütige Dokumentarfilm Birds in the Hand – Birds in the Bush, in dem Eckelberry während eines Aufenthalts auf der Insel Trinidad zu sehen ist.

## Dedikationsnamen und Ehrungen
2017 ehrten die Ornithologen Daniel Lane, Andrew W. Kratter und John Patton O’Neill Eckelberry im Artepitheton der Gelbbrustpipra (Machaeropterus eckelberryi) aus Peru. 1979 war Eckelberry einer der ersten Empfänger des Master Wildlife Artist Award, der vom Leigh Yawkey Woodson Art Museum verliehen wurde. 1992 überreichte ihm die Society of Animal Artists die Medal of Excellence. Die Don Eckelberry Endowment (heute The Don and Virginia Eckelberry Endowment) wurde an der Philadelphia Academy of Natural Sciences gegründet, um Eckelberrys Lebenswerk zu würdigen und talentierte junge Künstler zu fördern. Die Stiftung unterstützt Maler, Bildhauer, Grafiker und andere Künstler bei ihren Bemühungen, sich besser mit der Natur vertraut zu machen. sowohl durch Museums- als auch durch Feldforschung.

## Illustrierte Werke
- Richard H. Pough: Audobon Bird Guide: Eastern Land Birds, 1946
- Elswyth Thane: The Bird Who Made Good, 1947
- Richard H. Pough: Audubon Bird Guide: Small Land Birds of Eastern & Central North America from Southern Texas to Central Greenland, 1949
- John Kieran: An Introduction to Birds, 1950
- Richard H. Pough: Audubon Water Bird Guide: Water, Game And Large Land Birds Eastern and Central North America from Southern Texas to Central Greenland, 1951
- Robert Stell Lemmon: The Birds are yours, 1951
- Aretas Andrews Saunders: A Guide to Bird Songs: Descriptions and Diagrams of the Songs and Singing Habits of Land Birds and Selected Species of Shore Birds, 1951
- Robert Stell Lemmon: Our Amazing Birds: The little-known facts about their private lives, 1952
- Richard H. Pough: All the Birds of Eastern and Central North America, 1953
- Allan D. Cruickshank: The Pocket Guide to Birds – Eastern and Central North American: How to Identify and Enjoy Them, 1953
- John Kieran: An Introduction to Nature: Birds, Wildflowers, Trees, 1954
- Alexander Frank Skutch: Life Histories of Central American Birds, Families Fringillidae, Thraupidae, Icteridae Parulidae and Coerebidae, 1954
- Richard H. Pough: Audubon Western Bird Guide: Land Water and Game Birds of Western North America from Mexico to the Arctic Ocean, 1957
- Paul Hyde Bonner: Aged in the Woods. Stories and Sketches of Fishing and Shooting, 1958
- Alexander Frank Skutch: Life Histories of Central American Birds: II - Families Vireonidae, Sylviidae, Turdidae, Troglodytidae, Paridae, Corvidae, Hirundinidae and Tyrannidae, 1960
- James Bond: Birds of the West Indies, 1961 (Illustrationen von Don R. Eckelberry und Arthur B. Singer)
- National Wildlife Foundation: Wildlife Conservation Stamp Album 1962, 1962
- Stephen M. Russell: A Distributional Study of the Birds of British Honduras, 1964
- Alfred Marshall Bailey, Robert J. Niedrach: Birds of Colorado, Band 2, 1966
- C. Brooke Worth: A Naturalist in Trinidad, 1967
- James A. Tucker: Florida Birds: How to Attract, Feed and Know Them, 1968
- Leslie H. Brown, Dean Amadon Eagles, Hawks and Falcons of the World, 1968
- Alexander Frank Skutch: Life Histories of Central American Birds III: Families Cotingidae, Pipridae, Formicariidae, Furnariidae, Dendrocolaptidae, and Picidae, 1969
- Richard Ffrench: A Guide to the Birds of Trinidad and Tobago, 1973 (Illustrationen von Don R. Eckelberry und John P. O’Neill)
- Lester Rossin: The Art of Bird Painting, 1977